# Paralaxă
Prin paralaxă se înțelege variația direcției spre un obiect la o deplasare a observatorului, deplasare pe direcție perpendiculară pe direcția spre obiectul observat.
Paralaxa este utilizată, în geodezie și astronomie, pentru determinarea distanței până la un obiect inaccesibil.
La aparatele de măsură cu indicație analogică, paralaxa, dată de poziționarea ochiului observatorului față de acul indicator și cadranul aparatului, contribuie la erorile de măsură.

## Istorie
Din punct de vedere istoric prima determinare a distanţei până la stele a fost efectuată de către astronomul Friedrich Bessel în anul 1838 pentru steaua 61 Cygni utilizând metoda paralaxei. Această metodă a rămas procedura standard pentru calibrarea altor metode de determinare a distanţelor în Univers.